# Saint-Pierre-de-Lages
Saint-Pierre-de-Lages is een gemeente in het Franse departement Haute-Garonne (regio Occitanie) en telt 659 inwoners (2005). De plaats maakt deel uit van het arrondissement Toulouse.

## Geografie
De oppervlakte van Saint-Pierre-de-Lages bedraagt 7,2 km², de bevolkingsdichtheid is 91,5 inwoners per km².

## Demografie
Onderstaande figuur toont het verloop van het inwonertal (bron: INSEE-tellingen).